# Jaïch al-Oumma (Gaza)
Pour les articles homonymes, voir Jaïch al-Oumma.
Jaïch al-Oumma al-Salafi fi Bayt al-Maqdis (Armée salafiste de la Oumma à Jérusalem), également connu sous le nom de Jaïch al-Oumma fi Aknaf Bayt al-Maqdis ou simplement Jaïch al-Oumma (Armée de la Oumma),, est une organisation militante palestinienne et salafiste basée dans la bande de Gaza. Le groupe soutient Al-Qaïda et se montre critique envers le Hamas.

## Histoire
Des membres de Jaïch al-Oumma affirment que leur groupe a été fondé en 2005. Cependant, les chercheurs datent plutôt sa formation à début 2007 ou 2008. Depuis, le groupe se concentre principalement sur le tir de roquettes et autres explosifs sur le territoire israélien,. En janvier 2008, le groupe annonce son intention d'assassiner le président américain George W. Bush. Le 1er septembre 2008, le groupe organise sa première « séance de formation publique » dans le sud de Gaza, profitant de l'occasion pour critiquer le gouvernement du Hamas à Gaza. Deux jours plus tard, le Hamas arrête le chef de l'organisation, Abou Hafs al-Maqdisi, ce qui incite le groupe à menacer de réagir violemment à moins que son commandant ne soit libéré. Par la suite, les deux parties deviennent généralement hostiles, Jaysh al-Ummah ignorant tout accord de cessez-le-feu conclu entre le Hamas et Israël, tandis que le Hamas arrête à plusieurs reprises les membres de Jaysh al-Ummah. Toutefois, les deux groupes s'abstiennent de tout combat ouvert. Jaïch al-Oumma combat lors du conflit de Gaza en 2012 et lors de la guerre de Gaza contre Israël en 2014,.
En 2019, le groupe revendique la responsabilité d’une attaque contre Israël. Il affirme également avoir participé à la crise israélo-palestinienne de 2021, tirant des roquettes sur des cibles israéliennes,.
Le groupe combattrait lors de la guerre à Gaza, lançant des roquettes sur le territoire israélien et luttant contre l'invasion israélienne de la bande de Gaza.

## Organisation
Relativement petit, le groupe compte au moins 25 membres en 2008, et est dirigé par Abou Hafs al-Maqdisi,. Elle tente de se financer grâce à des dons en ligne via Bitcoin.

## Idéologie
Le groupe se décrit comme une force djihadiste salafiste,, qui vise la mise en œuvre de la charia dans toutes les communautés musulmanes et la « libération de la Palestine » ainsi qu'Al-Aqsa. Jaïch al-Oumma exprime également son espoir de restauration du califat islamique à l'avenir. Le groupe accuse les Juifs d'avoir détruit l'ancien califat, estimant qu'ils possèdent une « bestialité et une barbarie » innées. En conséquence, son idéologie est fortement anti-israélien. Abou Hafs al-Maqdisi affirme que le manque de vision cohérente au sein de la Oumma islamique est la principale raison de l'échec de la résolution du « cas palestinien ». Selon lui, les musulmans devront s'unir pour mettre fin à « l'occupation sioniste-croisée » des pays musulmans, tout en reprochant à d'autres groupes palestiniens d'avoir commencé à servir les projets des « sionistes-croisés occidentaux » et des « russo-perses orientaux » au lieu de lutter pour l'établissement d'un État islamique. Il critique l'influence de l'Iran dans la bande de Gaza et accuse divers pays musulmans tels que la Jordanie, les Émirats arabes unis et l'Arabie saoudite de contribuer à la « guerre contre l'Islam » en ne s'opposant pas à Israël.

### Relations avec les autres groupes islamistes
Jaïch al-Oumma soutient al-Qaïda, même s'il n'y est pas officiellement affilié,. Thabat, une organisation médiatique associée à Al-Qaïda, est connue pour avoir publié des déclarations de l'organisation. En revanche, Jaïch al-Oumma est opposé à l'État islamique (EI) et considère les partisans de l'EI comme des « Khawarij ». Il qualifie celui-ci de « menace pour l’unité des factions djihadistes à Gaza ».
Le groupe entretient des relations très tendues avec le Hamas. Depuis sa création, Jaïch al-Oumma l'estime comme étant trop modéré et pas assez concentré sur les projets islamistes,. De son côté, le Hamas tenta à plusieurs reprises de réprimer ces activités,. Cependant, Jaïch al-Oumma s’est abstenu de déclarer le Hamas comme une organisation non islamique, le qualifiant plutôt de « mouvement musulman mais malavisé ». En ce qui concerne d'autres groupes djihadistes tels que le Jihad islamique palestinien, un membre de Jaïch al-Oumma déclare que le groupe « considère les autres mouvements islamiques comme des frères et les respecte et les honore ». Le groupe a récemment exprimé son soutien au Hamas et à une alliance plus large de milices palestiniennes pendant la guerre de 2023.